# La pazza vita della signora Hunter
La pazza vita della signora Hunter (Life's Work) è una serie televisiva statunitense in 18 episodi andati in onda per la prima volta nel corso di una sola stagione da settembre 1996 a giugno 1997 sulla rete ABC. La serie fu bloccata temporaneamente dopo la messa in onda dell'episodio Neighbors, il 27 gennaio 1997. Mesi dopo, venne ufficialmente cancellata. In Italia la serie fu trasmessa su Raidue nel 2002.

## Trama
La trentatreenne Lisa Ann Hunter, collaboratrice di un procuratore distrettuale, trascorre la sua vita tra i doveri domestici e la sua attività professionale. Il marito è Kevin, allenatore di basket, i figli sono la piccola Tess, di sette anni, e Griffin (quest'ultimo interpretato dalla coppia di gemelli Cameron e Luca Weibel). Lisa Ann ha sempre voluto fare l'avvocato, fin da quando era giovane. La madre di Lisa è Connie che viene reclutata per aiutare la figlia nella cura dei figli. In una delle puntate Ann dichiara di aver avuto un rapporto sessuale "con William Jefferson Clinton" nel retro di una familiare. Nell'ultimo episodio andato in onda, Banquet, Kevin si presenta ad un banchetto e trova Lisa tra le braccia del nuovo procuratore distrettuale.

## Personaggi
- Lisa Ann Hunter (18 episodi, 1996-1997), interpretata da Lisa Ann Walter.
- Kevin Hunter (18 episodi, 1996-1997), interpretato da Michael O'Keefe.
- Dee Dee Lucas (18 episodi, 1996-1997), interpretata da Molly Hagan, donna collega di Lisa.
- Matt Youngster (18 episodi, 1996-1997), interpretato da Lightfield Lewis.
- Tess Hunter (18 episodi, 1996-1997), interpretata da Alexa Vega.
- Lyndon Knox (18 episodi, 1996-1997), interpretato da Andrew Lowery.
- Jerome Nash (18 episodi, 1996-1997), interpretato da Larry Miller, capo di Lisa.
- Griffin Hunter (18 episodi, 1996-1997), interpretato da Cameron Weibel.
- Griffin Hunter (17 episodi, 1996-1997), interpretato da Luca Weibel.
- Constance 'Connie' Minardi (6 episodi, 1996-1997), interpretata da Jenny O'Hara.
- Emily (3 episodi, 1996), interpretata da Tara Karsian.
- Connie Minardi (2 episodi, 1996), interpretata da Lainie Kazan.[1]

## Episodi
| Stagione       | Episodi | Prima TV originale |
| -------------- | ------- | ------------------ |
| Prima stagione | 18      | 1996-1997          |